# Işın Yalçınkaya
Işın Yalçınkaya (* 24. April 1943 in Amasya) ist eine türkische Prähistorikerin.

## Leben
Geboren als Tochter von Hüseyin Suphi Acar und Fethiye Muzaffer (Gülhan) Acar studierte sie nach dem Besuch der Grundschule in Istanbul und der Mittelschule in Ankara sowie des Mädchengymnasiums in Bursa an der Universität Ankara Vor- und Frühgeschichte. Dort wurde sie 1973 promoviert, erlangte 1982 mit einer Arbeit über die Karain-Höhle den akademischen Grad Doçent und wurde 1989 Professorin. 1982–84 war sie stellvertretende Präsidentin der Abteilung Archäologie und Kunstgeschichte. 2012 wurde sie emeritiert. 
Von 1967 bis 1973 nahm Yalçınkaya an den Ausgrabungen in der Karain-Höhle unter der Leitung von İsmail Kılıç Kökten teil. Im Rahmen des Euphrat-Staudamm-Projekts leitete sie von 1967 bis 1973 Untersuchungen um Malatya und Adıyaman. Ab 1985 fanden unter ihrer Leitung neue Ausgrabungen in der Karain-Höhle statt, ab 1989 in der Höhle von Öküzini, beide in der türkischen Provinz Antalya.
Işın Yalçınkaya ist Mitglied der Société Française Préhistorique und der Union Internationale des Sciences Pré- et Protohistorique. Zudem ist sie Herausgeberin der Veröffentlichungen der Abteilung für Archäologie Anatoliens der Universität Ankara. Sie ist mit Mustafa Yavuz Yalçinkaya verheiratet und hat ein Kind.

## Schriften (Auswahl)
- mit Angela Minzoni-Déroche: Réévaluation du Matériel des Couches Supérieures de la Grotte de Karain (Antalya-Turquie). In: Paléorient. Bd. 11, Nr. 1, 1985, ISSN 1957-701X, S. 29–36.
- La Grotte Karain. Généralités dans le contexte Anatolien. In: Marcel Otte (Hrsg.): Préhistoire d’Anatolie. Genèse de deux mondes. = Anatolian Prehistory. At the Crossroads of two Worlds (= Études et Recherches Archéologiques de l’Université de Liége. ERAUL. Bd. 85, 2, ZDB-ID 1139409-2). Band 2. Liège 1998, S. 453–462.
- La grotte d’Öküzini. Évolution du paléolithique final du sud-ouest de l’Anatolie (= Études et Recherches Archéologiques de l’Université de Liège. ERAUL. Bd. 96). Liège 2002, ISBN 2-930322-41-1.